# Zollernalbkreis
Der Zollernalbkreis ist ein Landkreis in Baden-Württemberg. Er bildet zusammen mit dem Landkreis Reutlingen und dem Landkreis Tübingen den Regionalverband Neckar-Alb im Regierungsbezirk Tübingen.

## Geographie

### Lage
Der Zollernalbkreis hat Anteil an drei Landschaften des südwestdeutschen Schichtstufenlandes: dem Oberen Gäu im Nordwesten, dem Albvorland im zentralen Bereich und der Schwäbischen Alb im Südosten. Im Norden reicht die Kreisgrenze bis fast an den Neckar, im Südosten beinahe an die Donau. Die höchste Erhebung ist der Oberhohenberg mit 1009,6 m ü. NHN, der tiefste Punkt befindet sich mit 382,1 m ü. NHN an der Starzel bei Bietenhausen.

### Nachbarkreise
Das Kreisgebiet grenzt im Uhrzeigersinn im Norden beginnend an die Landkreise Tübingen, Reutlingen, Sigmaringen, Tuttlingen, Rottweil und Freudenstadt.

### Flächenaufteilung
Nach Daten des Statistischen Landesamtes, Stand 2015.

### Landschaft

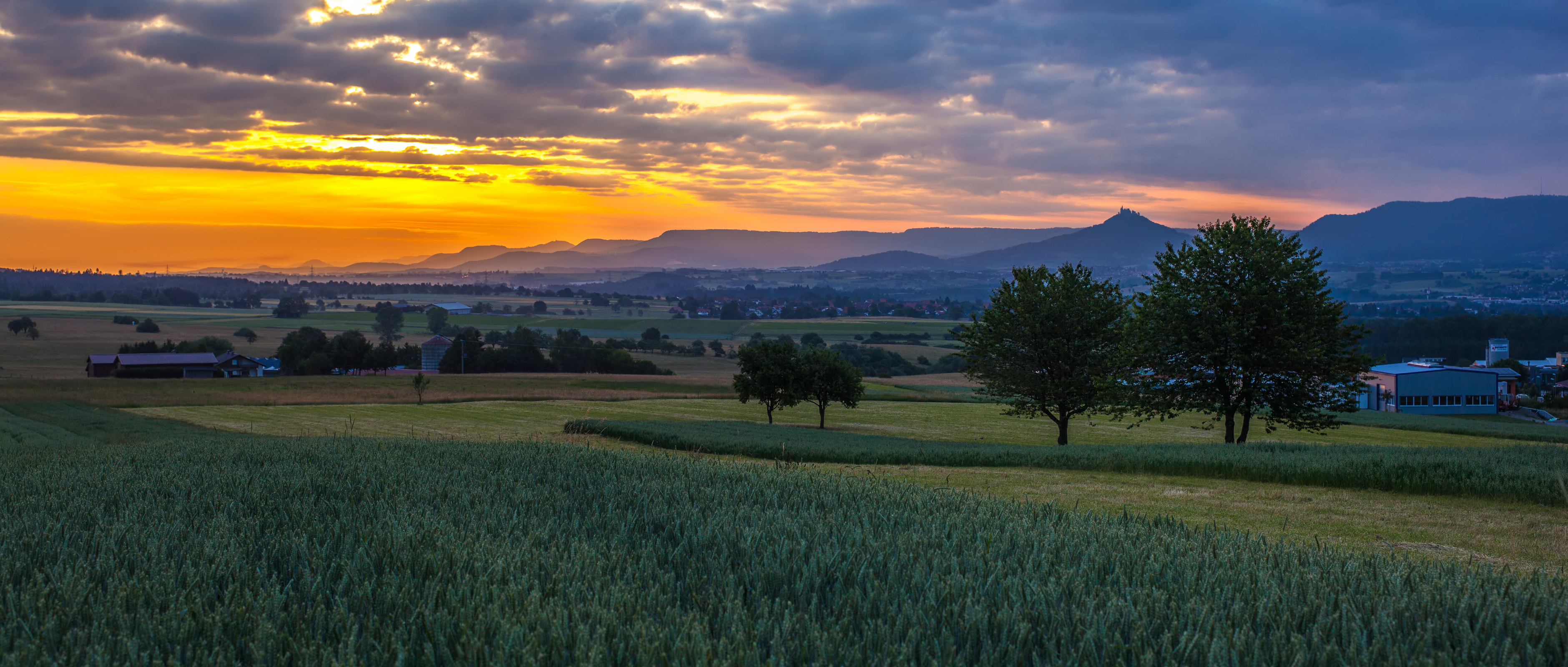
Der Albtrauf im Zollernalbkreis

Im Landschaftsbild besonders auffällig ist die nach Nordwesten ausgerichtete Stufenstirn der Schwäbischen Alb – der sogenannte Albtrauf. Seine Steilhänge sind größtenteils bewaldet und mit schroffen Felsen durchsetzt, z. B. der Lochen mit Hörnle (bei Balingen) oder dem Hängenden Stein (bei Albstadt-Onstmettingen). Der Albtrauf erreicht im Bereich der Zollernalb mit rund 400 Metern seine maximale Höhendifferenz zwischen Albhochfläche und Albvorland. Er zieht sich quer durch das Kreisgebiet und teilt es in zwei etwa gleich große Hälften. Etwas weniger stark ausgeprägt ist das ebenfalls meist bewaldete Keuperbergland, dessen Stufenrand das Albvorland von der Gäulandschaft scheidet.

### Natur
Der Zollernalbkreis besitzt folgende 53 Naturschutzgebiete. Nach der Schutzgebietsstatistik der Landesanstalt für Umwelt, Messungen und Naturschutz Baden-Württemberg (LUBW) stehen 1558,08 Hektar der Kreisfläche unter Naturschutz, das sind 1,70 Prozent.
- Bei der Mühle: 7,0 ha; Stadt Burladingen – Gemarkung Stetten unter Holstein

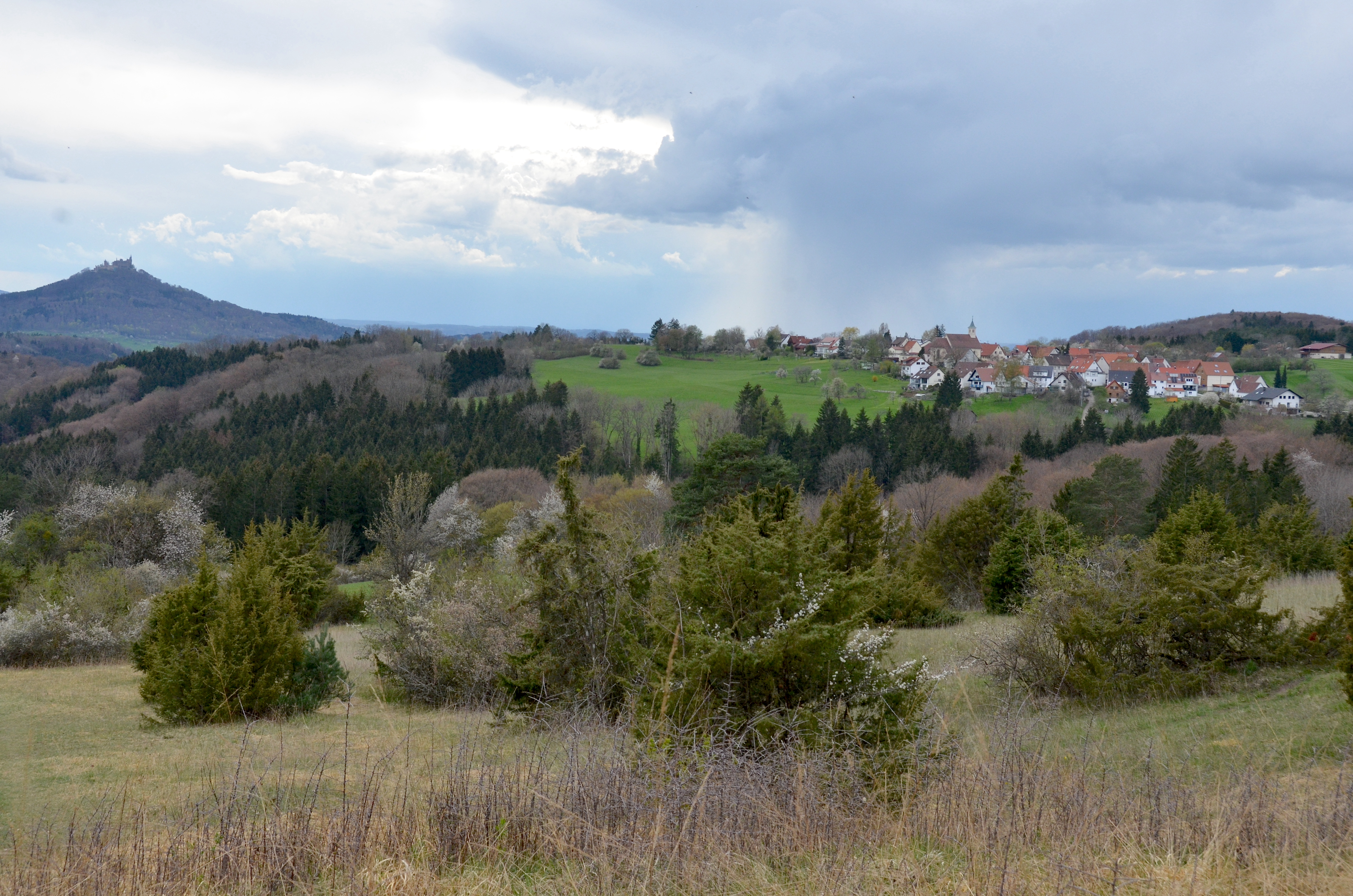
Naturschutzgebiet Beurener Heide

- Beurener Heide: 31,6 ha; Stadt Hechingen – Gemarkung Beuren
- Braunhartsberg: 3,2 ha; Stadt Albstadt – Gemarkung Tailfingen
- Breilried: 5,8 ha; Stadt Haigerloch – Gemarkung Trillfingen
- Bürgle: 14,1 ha; Gemeinde Jungingen – Gemarkung Jungingen
- Dobelwiesen: 18,6 ha; Stadt Albstadt – Gemarkung Laufen an der Eyach
- Eichberg: 17,8 ha; Stadt Geislingen – Gemarkung Erlaheim
- Eselmühle: 50,0 ha; Gemeinde Straßberg – Gemarkung Straßberg, Stadt Albstadt – Gemarkung Ebingen
- Espenloch-Hintere Halde: 22,3 ha (davon 10,0 ha im Zollernalbkreis); Gemeinde Rangendingen – Gemarkung Rangendingen
- Galgenwiesen: 47,8 ha (davon 27,1 ha im Zollernalbkreis); Gemeinde Nusplingen – Gemarkung Nusplingen
- Geifitze: 33,0 ha; Stadt Albstadt – Gemarkung Onstmettingen
- Gnagen: 7,5 ha; Stadt Geislingen – Gemarkung Geislingen

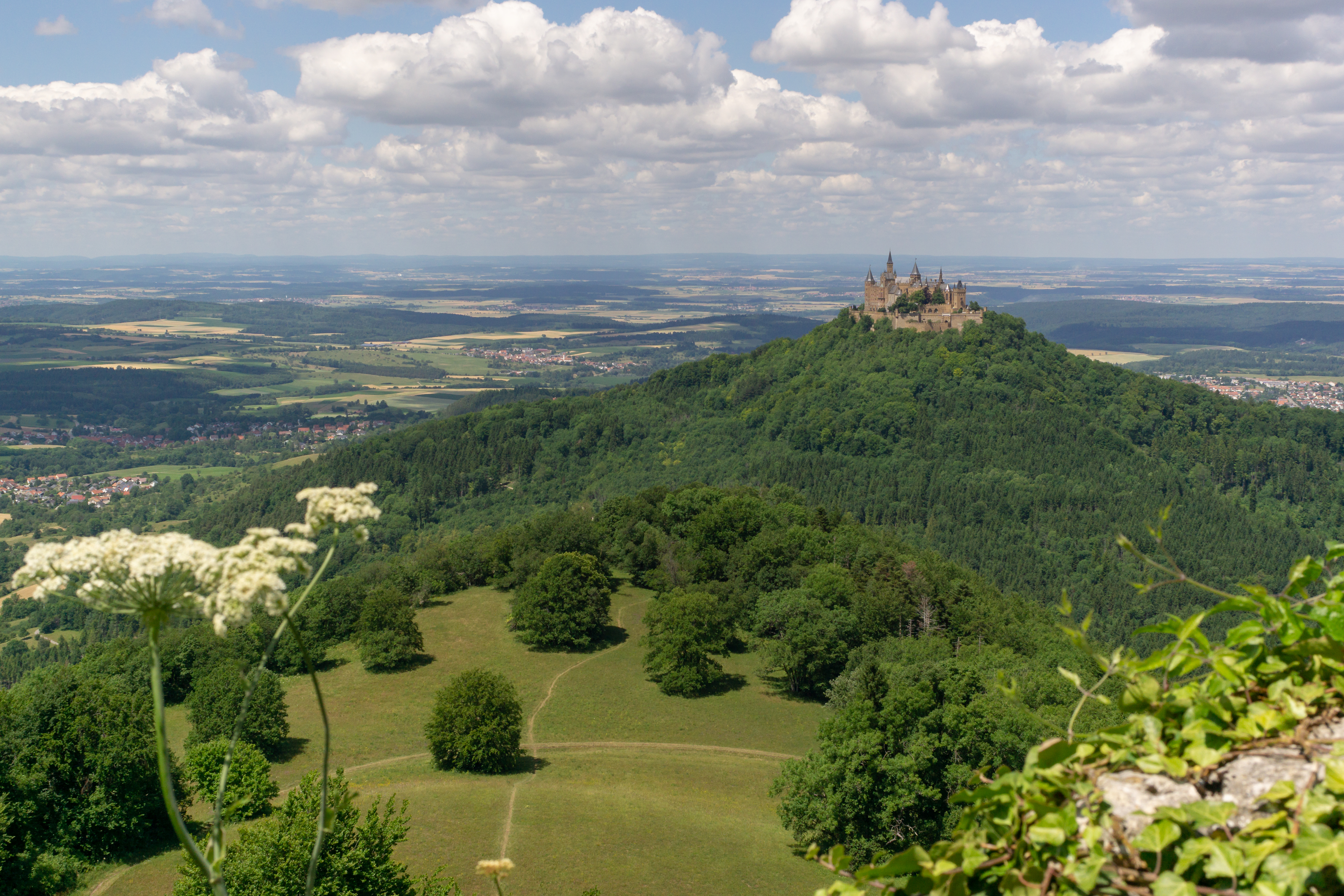
Naturschutzgebiet Zellerhornwiese

- Häselteiche: 28,9 ha; Stadt Rosenfeld – Gemarkung Bickelsberg
- Heimberg: 32,9 ha; Stadt Meßstetten –  Gemarkungen Unterdigisheim und Oberdigisheim
- Hessenbol: 5,1 ha; Stadt Hechingen – Gemarkung Weilheim
- Heuberg: 7,5 ha; Stadt Balingen – Gemarkungen Balingen und Endingen
- Hochberg: 17,6 ha; Stadt Albstadt – Gemarkung Tailfingen
- Hohegert: 2,3 ha; Gemeinde Bisingen – Gemarkung Wessingen
- Hülenbuchwiesen: 41,9 ha; Stadt Meßstetten – Gemarkung Tieringen
- Immerland: 1,9 ha; Stadt Rosenfeld – Gemarkung Leidringen
- Irrenberg-Hundsrücken: 127,7 ha; Stadt Albstadt – Gemarkung Pfeffingen, Stadt Balingen – Gemarkungen Streichen und Zillhausen, Gemeinde Bisingen – Gemarkungen Bisingen und Thanheim
- Känzele: 3,6 ha; Stadt Albstadt – Gemarkung Tailfingen
- Kapfhalde: 11,8 ha (davon 5,6 ha im Zollernalbkreis); Gemeinde Rangendingen – Gemarkung Bietenhausen

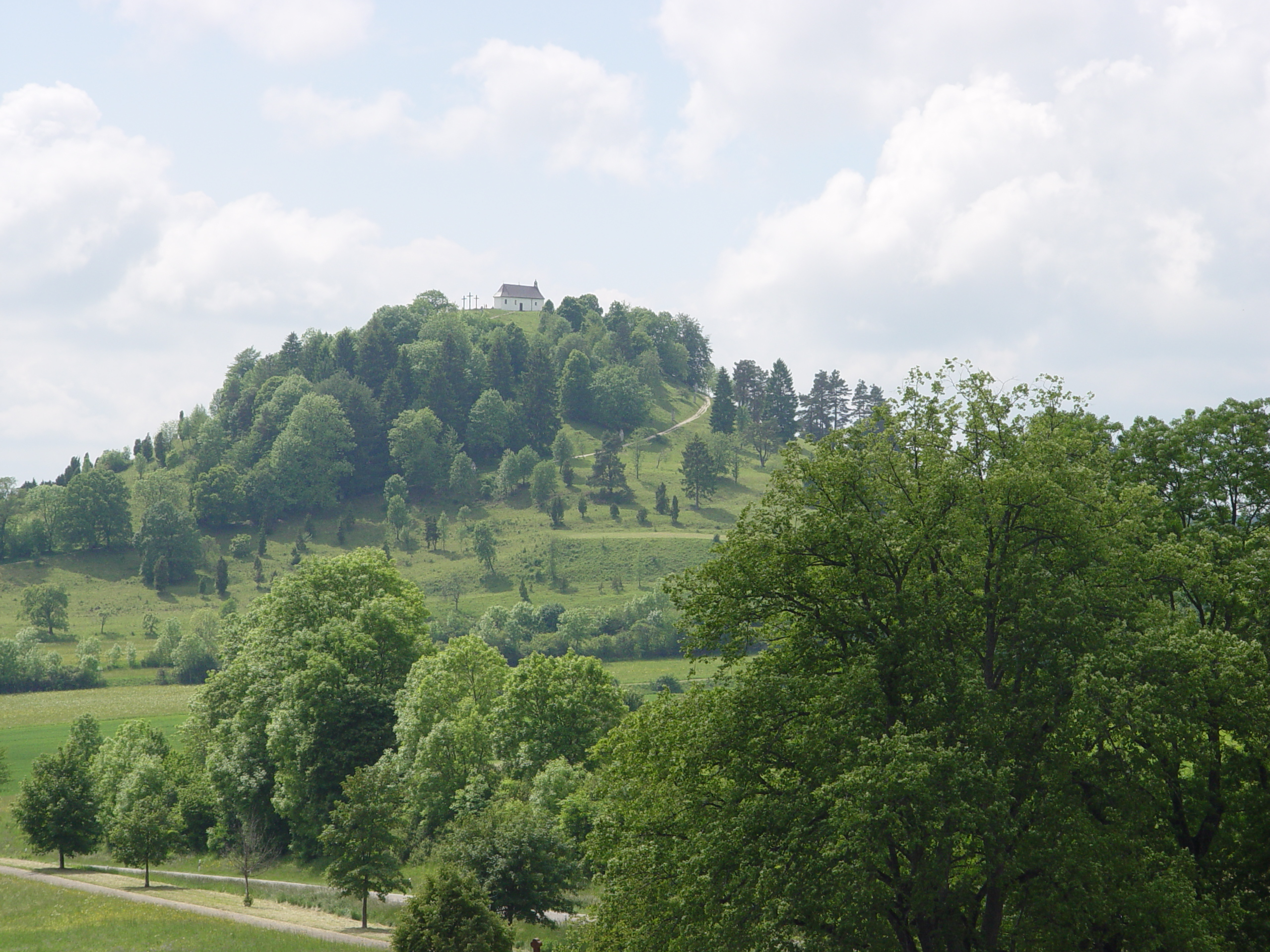
Naturschutzgebiet Kornbühl, Bühlberge und Woogtal

- Kornbühl, Bühlberge und Woogtal: 174,6 ha; Stadt Burladingen – Gemarkungen Salmendingen, Ringingen und Melchingen
- Kugelwäldle: 12,9 ha; Stadt Albstadt – Gemarkung Truchtelfingen
- Längenloch: 5,5 ha; Stadt Albstadt – Gemarkung Onstmettingen
- Lauchhalde: 18,3 ha; Stadt Hechingen – Gemarkung Stein
- Lauen: 6,1 ha; Stadt Albstadt – Gemarkung Truchtelfingen
- Leimen: 25,3 ha; Stadt Albstadt – Gemarkungen Tailfingen und Truchtelfingen
- Mehlbaum: 12,4 ha; Stadt Albstadt – Gemarkungen Ebingen und Margrethausen
- Nähberg: 29,3 ha; Stadt Burladingen – Gemarkung Killer
- Oberberg-Köpfle: 33,7 ha, Stadt Burladingen – Gemarkung Hausen im Killertal
- Ortenberg: 5,1 ha; Gemeinde Ratshausen – Gemarkung Ratshausen
- Owinger Bühl: 21,1 ha; Stadt Haigerloch – Gemarkung Owingen (Haigerloch)
- Plettenkeller: 36,0 ha; Stadt Schömberg – Gemarkung Schömberg, Gemeinde Dotternhausen – Gemarkung Dotternhausen, Gemeinde Ratshausen – Gemarkung Ratshausen
- Riedbachtal: 38,6 ha; Gemeinde Dormettingen – Gemarkung Dormettingen
- Roschbach: 109,3 ha; Stadt Albstadt – Gemarkung Pfeffingen und Stadt Balingen, Gemarkung Zillhausen
- Salenhofweiher: 8,0 ha; Stadt Haigerloch – Gemarkungen Trillfingen und Hart

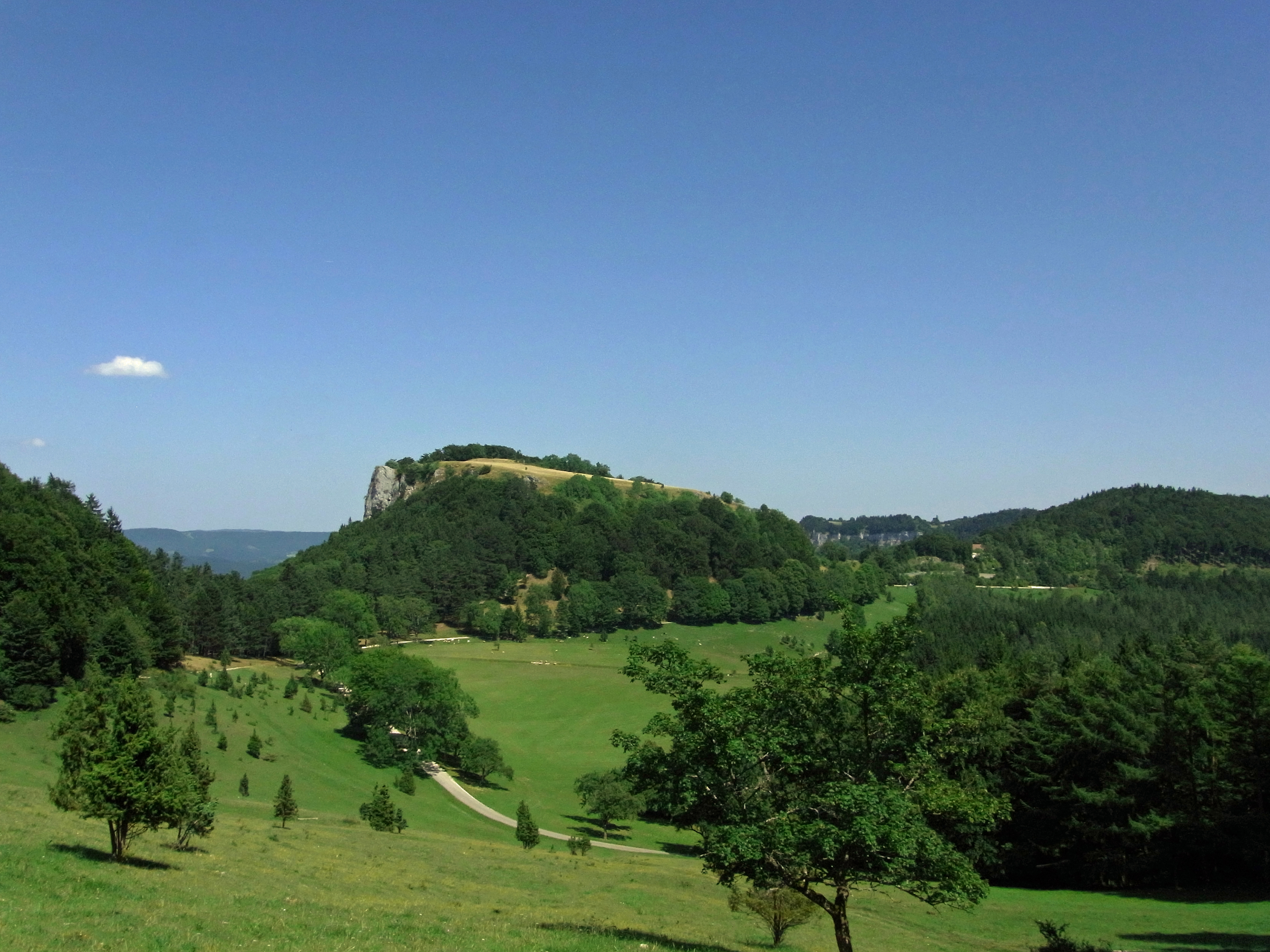
Naturschutzgebiet Schafberg-Lochenstein

- Schafberg-Lochenstein: 102,0 ha; Stadt Balingen – Gemarkung Weilstetten, Gemeinde Hausen am Tann – Gemarkung Hausen
- Scharlenbachtal-Hofwald: 99,2 ha; Stadt Burladingen – Gemarkung Starzeln
- Scheibhalden: 11,6 ha; Stadt Meßstetten – Gemarkung Oberdigisheim
- Schwarzenbach: 82,0 ha (davon 47,3 ha im Zollernalbkreis); Stadt Schömberg – Gemarkung Schömberg, Gemeinde Zimmern unter der Burg – Gemarkung Zimmern
- Stettener Weinberg: 27,8 ha; Stadt Haigerloch – Gemarkungen Stetten und Owingen
- Stromelsberg-Hessenbühl: 43,6 ha; Gemeinde Obernheim – Gemarkung  Obernheim, Stadt Meßstetten – Gemarkung Tieringen
- Tailfinger Ried: 9,6 ha; Stadt Albstadt – Gemarkungen Onstmettingen und Tailfingen
- Tiefer Weg: 13,7 ha; Gemeinde Ratshausen – Gemarkung Ratshausen
- Untereck: 89,7 ha; Städte Albstadt – Gemarkung Laufen, Balingen – Gemarkungen Frommern und Weilstetten sowie Meßstetten – Gemarkung Tieringen
- Wacholderbusch: 33,0 ha; Stadt Burladingen – Gemarkung Hausen
- Warrenberg: 18,3 ha; Stadt Haigerloch – Gemarkung Owingen
- Westerberg: 42,8 ha; Gemeinde Nusplingen – Gemarkung Nusplingen
- Winterhalde: 54,0 ha (davon 53,1 ha im Zollernalbkreis); Stadt Hechingen – Gemarkungen Stein und Bechtoldsweiler
- Zellerhornwiese: 4,4 ha; Stadt Albstadt – Gemarkung Onstmettingen
- Zollerhalde: 90,6 ha; Gemeinde Bisingen – Gemarkungen Wessingen und Zimmern

### Geologie
Die Zollernalb befindet sich im westlichen Teil des UNESCO-Geoparks Schwäbische Alb.
Vor fast 200 Millionen Jahren erstreckte sich dort, wo heute die Zollernalb ist, ein Meer – das Jurameer. Fossilien aus dieser Zeit sind im Fossilienmuseum des Zementwerks in Dotternhausen (an der B 27 zwischen Balingen und Rottweil), welches auch Geopark-Infostelle ist, zu besichtigen.
Erlebbar wird das Thema Geologie im SchieferErlebnis in Dormettingen mit Fossilienklopfplatz.

### Bergbau

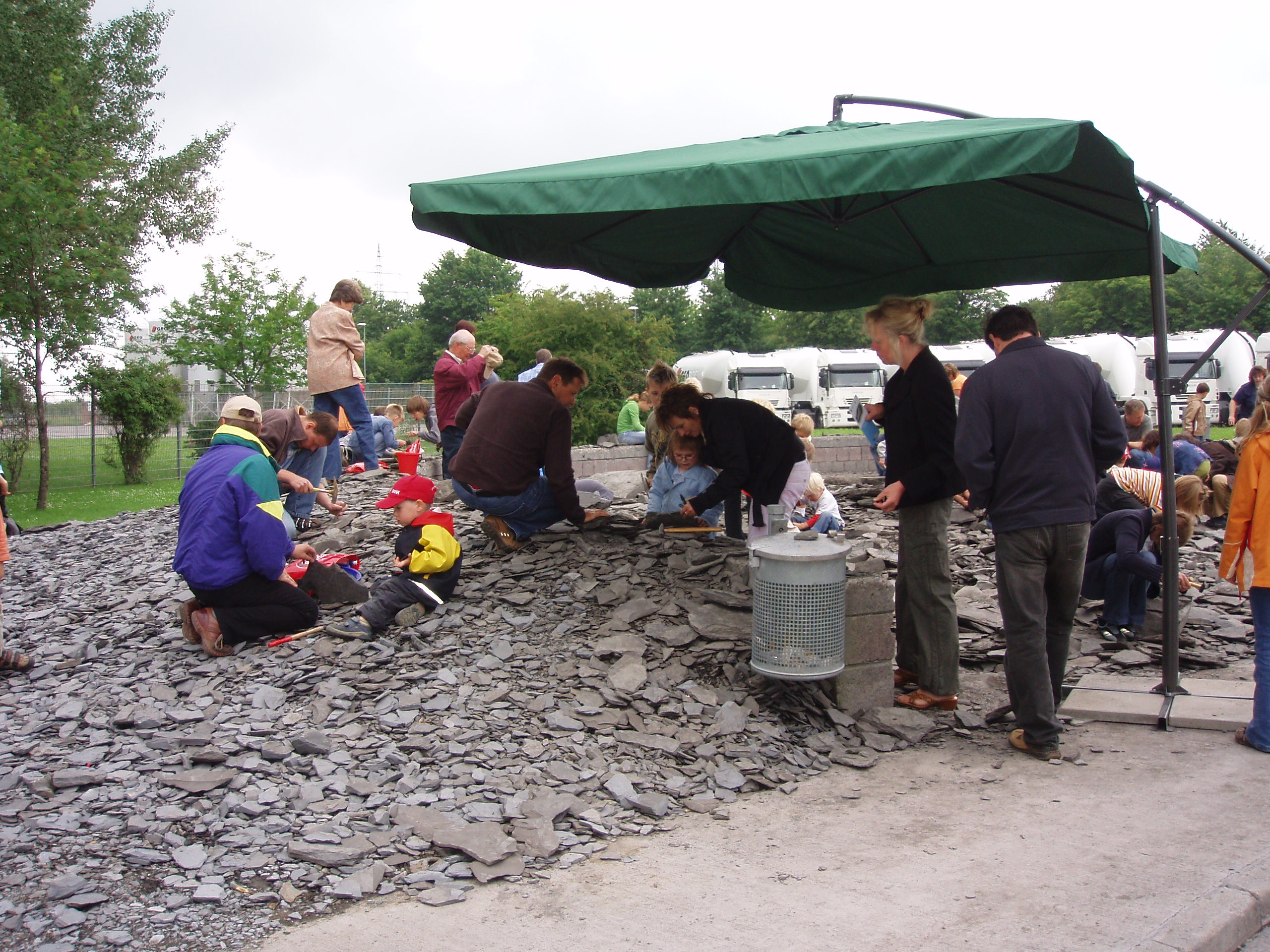
Klopfplatz Ölschiefer Dotternhausen

In Zollernalbkreis gebrochene Hartkohle wurde zum Schmuckstein poliert als Gagat gehandelt. Das Bohren von Schmucksteinen wurde von der württembergischen Regierung in Meßstetten gefördert. Bereits in der Hallstattzeit waren Gagatarmbänder in Dautmergen  gebräuchlich. Bis 1870 wurde im Zollernalbkreis Eisenerz abgebaut.  Es handelt sich dabei um nahezu schwefel- und phosphorfreie Erzkonkretionen. Heute wird Kalkstein, Ölschiefer, Sand und in Stetten bei Haigerloch Salz gewonnen.

### Erhebungen
von Ost nach West:

Kornbühl (887 m), Dreifürstenstein (860 m), Raichberg (957 m), Zeller Horn (913 m), Hohenzollern (858 m), Heersberg (965 m), Hundsrücken (931 m), Gräbelesberg (913 m), Lochen (964 m), Weichenwang (988 m), Schafberg (1000 m), Plettenberg (1002 m), Oberhohenberg (1010 m).

## Geschichte
Der Zollernalbkreis liegt auf den Territorien der ehemals souveränen Staaten Preußen (Hohenzollernsche Lande), Württemberg und (mit einem kleinen Anteil) Baden.
Der Zollernalbkreis wurde durch die Kreisreform am 1. Januar 1973 durch Vereinigung des Landkreises Balingen mit den meisten Gemeinden des Landkreises Hechingen (einige kamen zu den vergrößerten Landkreisen Freudenstadt und Rottweil), drei Gemeinden des Landkreises Sigmaringen und den Gemeinden Hartheim und Heinstetten des Landkreises Stockach gebildet. Am 1. Februar 1973 wurde die Gemeinde Schörzingen vom Landkreis Rottweil in den Zollernalbkreis umgegliedert (Eingemeindung in die Stadt Schömberg). Am 1. Juli 1974 folgte Hörschwag aus dem Landkreis Reutlingen (Eingemeindung nach Burladingen); bis zu dessen Auflösung hatte Hörschwag zuvor ebenfalls zum Landkreis Hechingen gehört.
Der Altkreis Balingen ging 1938 im Wesentlichen aus dem gleichnamigen Oberamt hervor, das 1806 nach dem Übergang an das Königreich Württemberg errichtet worden war. Im Laufe der Geschichte wurde dieses mehrmals verändert, 1938 wurden dem Landkreis Balingen Orte aus den Oberämtern Sulz, Spaichingen und Rottweil zugeordnet. Der Altkreis Hechingen war 1925 aus den hohenzollerisch-preußischen Oberämtern Hechingen und Haigerloch sowie einigen Orten des Oberamtes Gammertingen gebildet worden. Auch die Oberämter Hechingen und Haigerloch veränderten im Laufe der Geschichte ihre Grenzen mehrmals (u. a. 1854 Aufhebung der Oberämter Glatt und Straßberg).
Nach Abschluss der Gemeindereform umfasst der Zollernalbkreis noch 25 Gemeinden, darunter neun Städte, darunter die zwei Großen Kreisstädte Albstadt und Balingen. Größte Stadt des Kreises ist Albstadt, kleinste Gemeinde ist Dautmergen. Zwischen 1990 und 1994 kam es zur Verwaltungspartnerschaft mit dem Landkreis Freital in Sachsen, diese endete aber nach der sächsischen Landkreisreform.

### Sprachen
Im Gebiet des Zollernalbkreises waren bis zum Zweiten Weltkrieg neben dem schwäbischen Dialekt auch Jiddisch und Pleißne  in Verwendung. Romanes wird heute noch gesprochen.
Das Pleißne ist ein historischer regionaler Soziolekt aus dem Hausierhandel im Zollernalbkreis, der zu den Dialekten des Rotwelschen gehört. In fast allen Orten gibt es kleine Selderkolonien, in Frommern Graniz genannt.
Im Killertal, Erlaheim, Laufen, Tailfingen und Meßstetten fand die Bevölkerung einen besonderen Weg, um mit der extremen wirtschaftlichen Not, wie sie auch hier im 18. und 19. Jahrhundert herrschte, fertig zu werden: Direktvermarktung von Obst, Bäumen, Waldsamen, Fasshähne, Rechen, Gabeln, Kochlöffeln, Strümpfen, Textilien, Tellern, Schwefelhölzern und Peitschen im Hausierhandel mit der Geheimsprache Pleißne.
Pleißne wird im Rahmen lokaler Traditionspflege weiter praktiziert und hat den Wortschatz der örtlichen Umgangssprache geprägt.

### Einwohnerstatistik

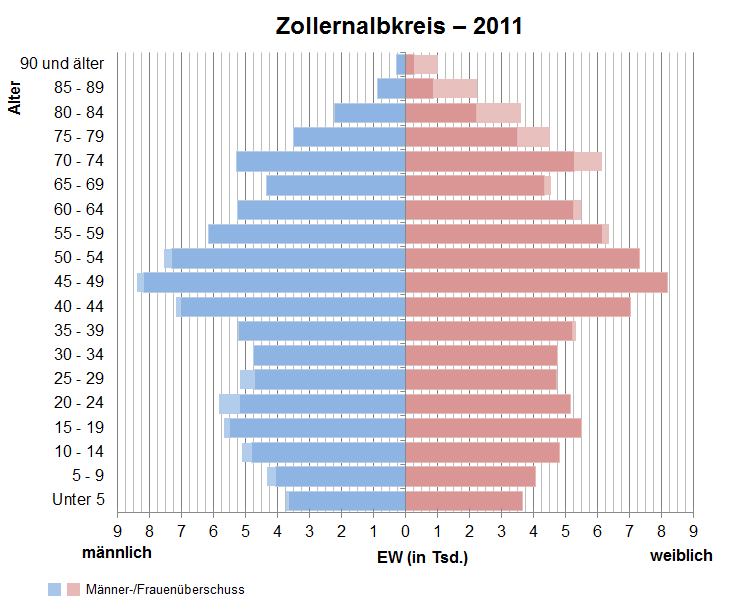
Bevölkerungspyramide für den Zollernalbkreis (Datenquelle: Zensus 2011.)

Die Einwohnerzahlen sind Volkszählungsergebnisse (¹) oder amtliche Fortschreibungen des Statistischen Landesamts Baden-Württemberg (nur Hauptwohnsitze).
| Datum             | Einwohner |
| ----------------- | --------- |
| 31. Dezember 1973 | 176.801   |
| 31. Dezember 1975 | 173.554   |
| 31. Dezember 1980 | 173.240   |
| 31. Dezember 1985 | 170.231   |
| 25. Mai 1987¹     | 172.245   |
| 31. Dezember 1990 | 181.635   |

| Datum             | Einwohner |
| ----------------- | --------- |
| 31. Dezember 1995 | 192.862   |
| 31. Dezember 2000 | 192.891   |
| 31. Dezember 2005 | 192.722   |
| 31. Dezember 2010 | 188.393   |
| 31. Dezember 2015 | 188.595   |
| 31. Dezember 2020 | 189.862   |

### Konfessionsstatistik
Der Anteil der christlichen Kirchenmitglieder im Kreis sinkt jährlich um etwa 1 %. Gemäß des Zensus 2022 waren zum Zeitpunkt der Erhebung 36,9 % der Einwohner römisch-katholisch, 27,7 % evangelisch, und 35,4 % waren konfessionslos, gehörten einer anderen Glaubensgemeinschaft an oder machten keine Angabe.

## Politik

### Kreistag
Der Kreistag wird von den Wahlberechtigten im Landkreis auf fünf Jahre gewählt.
| Kreistagswahl Zollernalbkreis 2024Wahlbeteiligung: 58,3 % 403020100 34,1 %22,3 %15,8 %10,4 %8,9 %7,8 %0,7 %keine % CDUFWVAfDSPDGrüneFDPFLZSonst.Gewinne und Verlusteim Vergleich zu 2019 %p 8 6 4 2 0 −2 −4+0,7 %p−0,9 %p+7,9 %p−0,8 %p−4,0 %p−1,7 %p+0,7 %p−2,0 %pCDUFWVAfDSPDGrüneFDPFLZSonst. | Sitzverteilung im Kreistag Zollernalbkreis seit 2024Insgesamt 56 Sitze - SPD: 5 - Grüne: 5 - FWV: 13 - FDP: 4 - CDU: 20 - AfD: 9 |

| Parteien und Wählergemeinschaften | Parteien und Wählergemeinschaften           | % 2024 | Sitze 2024 | % 2019 | Sitze 2019 | % 2014 | Sitze 2014 | % 2009 | Sitze 2009 | % 2004 | Sitze 2004 | % 1999 | Sitze 1999 | % 1994 | Sitze 1994 | % 1989 | Sitze 1989 |
| CDU                               | Christlich Demokratische Union Deutschlands | 34,1   | 20         | 33,4   | 19         | 40,7   | 25         | 36,82  | 23         | 39,7   | 27         | 43,5   | 26         | 39,5   | 23         | 40,8   | 21         |
| FW                                | Freie Wählervereinigung Zollernalb          | 22,3   | 13         | 23,1   | 13         | 23,6   | 15         | 25,73  | 17         | —      | —          | —      | —          | —      | —          | —      | —          |
| AfD                               | Alternative für Deutschland                 | 15,8   | 9          | 7,9    | 4          | 0,5    | 0          | —      | —          | —      | —          | —      | —          | —      | —          | —      | —          |
| SPD                               | Sozialdemokratische Partei Deutschlands     | 10,4   | 5          | 11,2   | 6          | 17,5   | 10         | 16,26  | 9          | 16,6   | 9          | 17,9   | 9          | 24,3   | 12         | 23,7   | 11         |
| Grüne                             | Bündnis 90/Die Grünen                       | 8,9    | 5          | 12,9   | 7          | 8,0    | 5          | 8,19   | 5          | 7,2    | 4          | 5,6    | 3          | 8,5    | 4          | 5,1    | 2          |
| FDP                               | Freie Demokratische Partei                  | 7,8    | 4          | 9,5    | 5          | 7,9    | 4          | 11,09  | 6          | 6,3    | 4          | 3,2    | 1          | —      | —          | —      | —          |
| WG                                | Wählervereinigungen                         | —      | —          | —      | —          | —      | —          | —      | —          | 28,9   | 18         | 27,9   | 17         | 27,7   | 17         | 30,3   | 17         |
| Linke                             | Die Linke                                   | —      | —          | 2,0    | 1          | 1,8    | 1          | 1,92   | 1          | —      | —          | —      | —          | —      | —          | —      | —          |
| REP                               | Die Republikaner                            | —      | —          | —      | —          | —      | —          | —      | —          | 1,3    | 0          | 1,9    | 1          | —      | —          | —      | —          |
| Gesamt                            | Gesamt                                      | 100    | 56         | 100    | 55         | 100    | 60         | 100    | 61         | 100    | 62         | 100    | 57         | 100    | 56         | 100    | 51         |
| Wahlbeteiligung                   | Wahlbeteiligung                             | 58,3 % | 58,3 %     | 54,8 % | 54,8 %     | 48,4 % | 48,4 %     | 48,4 % | 48,4 %     | 50,0 % | 50,0 %     | 51,1 % | 51,1 %     | 63,1 % | 63,1 %     | 57,1 % | 57,1 %     |

- WG: Wählervereinigungen, da sich die Ergebnisse von 1989 bis 2004 nicht auf einzelne Wählergruppen aufschlüsseln lassen.

### Landrat
Der Kreistag wählt den Landrat für eine Amtszeit von acht Jahren. Der Landrat ist gesetzlicher Vertreter und Repräsentant des Landkreises sowie Vorsitzender des Kreistags und seiner Ausschüsse. Er leitet das Landratsamt und ist Beamter des Kreises. Zu seinem Aufgabengebiet zählen die Vorbereitung der Kreistagssitzungen sowie seiner Ausschüsse. Er beruft Sitzungen ein, leitet diese und vollzieht die dort gefassten Beschlüsse. In den Gremien hat er kein Stimmrecht. Sein Stellvertreter ist der Erste Landesbeamte.
Die Landräte des Landkreises Balingen 1945–1972
- 1945–1948: Robert Wahl
- 1948–1967: Friedrich Roemer
- 1968–1972: Erhard Lazi

Die Landräte des Landkreises Hechingen 1945–1972
- 1945–1924: Clemens Moser
- 1945–1946: Peter Remark
- 1946–1966: Hans Speidel
- 1966–1972: Hans-Jörg Mauser

Die Landräte des Zollernalbkreises seit 1973
- 1973–1981: Erhard Lazi
- 1981–1991: Heinrich Haasis (CDU)
- 1991–2007: Willi Fischer (FW)
- seit 2007: Günther-Martin Pauli (CDU)

### Wappen

Wappen des Zollernalbkreises

Blasonierung: In gespaltenem Schild vorne von Silber und Schwarz geviert, hinten in Gold drei liegende schwarze Hirschstangen
(Wappen-Verleihung: 2. August 1974)
Bedeutung: Die vordere Bildhälfte zeigt das Wappen der Hohenzollern. Bis 1945 war der Raum Hechingen Teil der 1850 durch Erbschaft an Preußen gelangten Hohenzollernschen Lande. Die Hirschstangen symbolisieren Württemberg, zu dem die Gegend um Balingen und Albstadt gehörte.
Die Liste der Wappen im Zollernalbkreis zeigt die Wappen der aktuellen und ehemaligen Gemeinden des Kreises.

## Wirtschaft und Infrastruktur
Im Zukunftsatlas 2016 belegte der Zollernalbkreis Platz 202 von 402 Landkreisen, Kommunalverbänden und kreisfreien Städten in Deutschland und zählt damit zu den Regionen mit „ausgeglichenem Chancen-Risiko Mix“ für die Zukunft. In der Ausgabe von 2019 lag er auf Platz 228 von 401.

### Tourismus
Die Zollernalb gehört zum höchsten Teil der Schwäbischen Alb und eröffnet daher bei entsprechender Witterung Fernsicht bis in die Alpen oder zum Schwarzwald. Die Region ist mit ausgeschilderten Wander- und Radwegen touristisch gut erschlossen. Die Touristikrouten Hohenzollernstraße, Römerstraße Neckar–Alb–Aare und Schwäbische Albstraße sowie die Mountainbike Strecke AlbCrossing verlaufen durch den Zollernalbkreis. Zu den bedeutendsten Wanderwegen zählen der Schwäbische-Alb-Nordrand-Weg, der Schlichemwanderweg, die Qualitätswanderwege Albsteig und der Donau-Zollernalb-Weg, sowie die Premiumwanderwege Traufgänge und HochAlbPfade.
Die Städte Albstadt, Balingen, Burladingen, Haigerloch und Hechingen bieten neben Museen, Ausstellungen, Theatern und Konzerte auch zum Teil gut erhaltene historische Innenstädte. Zu den wichtigsten Museen zählen das Atomkeller-Museum, das Römische Freilichtmuseum Hechingen-Stein, das Fossilienmuseum in Dotternhausen, das Kunstmuseum Albstadt und das Hohenzollerische Landesmuseum.
Das Wahrzeichen der Zollernalb und die meistbesuchte Sehenswürdigkeit ist die Burg Hohenzollern.

### Verkehr

#### Bahnverkehr
Die Württembergischen Staatseisenbahnen eröffneten 1869 zunächst die Strecke von Tübingen nach Hechingen; sie wurde 1874 bis Balingen und 1878 bis Ebingen und Sigmaringen verlängert.
In Hechingen kreuzt die Hohenzollerische Landesbahn, die ihre Strecken von hier aus im Jahr 1901 nach Burladingen und 1908 weiter in Richtung Sigmaringen führte, während es 1912 nach Westen bis Stetten ging, wo schon seit 1901 eine Verbindung nach Haigerloch-Eyach bestand.
Innerhalb von Albstadt liegt heute noch die inzwischen stillgelegte „Talgangbahn“ zwischen Ebingen und Onstmettingen, die 1901 durch die Württembergische Eisenbahn-Gesellschaft gebaut worden war. Eine Reaktivierung ist geplant. Von Balingen verkehrten ab 1911 die Züge der Württembergischen Staatsbahnen nach Schömberg, von wo die Deutsche Reichsbahn ab 1928 bis Rottweil weiterfuhr (Bahnstrecke Balingen–Rottweil).
Mit 115 km Länge erreichte das Bahnnetz seine maximale Ausdehnung. Davon werden noch 68 km voll mit Personenverkehr bedient. Der Personenverkehr endete:
- 1971: Schömberg–Schörzingen (–Rottweil) (3 km)
- 1971: Balingen–Schömberg (13 km, jetzt Touristikbahn)
- 1972: (Eyach–) Bad Imnau–Haigerloch (6 km, jetzt Touristikbahn)
- 1973: Haigerloch–Hechingen Landesbahnhof (17 km, jetzt Touristikbahn)
- 1998: Albstadt-Ebingen–Albstadt-Onstmettingen (8 km, Regional-Stadtbahn in Planung)

#### Fernstraßen
Das Kreisgebiet wird von keiner Bundesautobahn berührt. Die Autobahn A 81 Stuttgart–Singen (Hohentwiel) führt jedoch nur wenige Kilometer westlich des Kreises vorbei. Die wichtigsten Bundesstraßen sind die B 27 Stuttgart–Balingen–Villingen-Schwenningen, die B 32 Hechingen–Sigmaringen und die B 463 Empfingen–Balingen–Sigmaringen.

#### Radverkehr
Durch den Landkreis verlaufen zwei Alltagsrouten aus dem Radnetz Baden-Württemberg: 
- Von Tübingen kommend über Hechingen und Balingen Richtung Rottweil
- Von Balingen über Albstadt Richtung Sigmaringen

Außerdem gibt es eine Radwegekonzeption für den Zollernalbkreis.
Durch den Landkreis verlaufen als Landes-Radfernwege:
- Der Hohenzollern-Radweg[31] verläuft vom Bodensee über die hohenzollerischen Städte Sigmaringen und Hechingen und über Rottenburg am Neckar und Esslingen nach Weinstadt im Rems-Murr-Kreis.
- Der Schwäbische-Alb-Radweg führt über die ganze Schwäbische Alb vom Bodensee über Tuttlingen, Balingen, Münsingen und Heidenheim nach Donauwörth.

Der Zollernalbkreis ist Mitglied der AGFK (Arbeitsgemeinschaft
Fahrrad- und Fußverkehrsfreundlicher Kommunen) Baden-Württemberg.

### Medien
Im Zollernalbkreis sind die Tageszeitungen Zollern-Alb-Kurier, Schwarzwälder Bote sowie die Hohenzollerische Zeitung mit entsprechenden Lokalteilen erhältlich. Neu ist seit 2023 die blaue Ausgabe der Südwest Presse mit Lokalteil Zollernalbkreis, nach dem Verkauf des Zollern-Alb-Kuriers an den Schwäbischen Verlag wechselte dessen Farbe auf gelb. Aus den ehemals badischen Ortsteilen von Meßstetten berichtet der Südkurier. Über Kabel ist der regionale TV-Sender RTF.1 (Fernsehen für die Region Neckar-Alb) zu empfangen.

### Kreiseinrichtungen
Der Zollernalbkreis ist Träger folgender Beruflicher Schulen: Gewerbliches Schulzentrum Balingen, Hauswirtschaftliche Schulen Albstadt, Hauswirtschaftliche Schulen Hechingen, Kaufmännische Schulen Albstadt und Kaufmännische Schulen Hechingen sowie folgender Sonderpädagogischer Bildungs- und Beratungszentren: Rossentalschule Albstadt (Förderschwerpunkt geistige Entwicklung), Sprachheilschule Balingen (Förderschwerpunkt Sprache) und Weiherschule Hechingen (Förderschwerpunkt geistige Entwicklung).
Der Zollernalbkreis ist Gesellschafter der Zollernalb Klinikum gGmbH mit Sitz in Balingen. Diese Gesellschaft ist Träger der Kliniken in Albstadt und Balingen.

## Städte und Gemeinden
(Einwohner am 31. Dezember 2024)
| Städte 1. Albstadt, Große Kreisstadt (46.950) 2. Balingen, Große Kreisstadt (35.623) 3. Burladingen (12.124) 4. Geislingen (5870) 5. Haigerloch (10.930) 6. Hechingen (19.807) 7. Meßstetten (10.677) 8. Rosenfeld (6393) 9. Schömberg (4814) Vereinbarte Verwaltungsgemeinschaften und Gemeindeverwaltungsverbände 1. Vereinbarte Verwaltungsgemeinschaft der Stadt Albstadt mit der Gemeinde Bitz 2. Vereinbarte Verwaltungsgemeinschaft der Stadt Balingen mit der Stadt Geislingen 3. Vereinbarte Verwaltungsgemeinschaft der Gemeinde Bisingen mit der Gemeinde Grosselfingen 4. Vereinbarte Verwaltungsgemeinschaft der Stadt Hechingen mit den Gemeinden Jungingen und Rangendingen 5. Vereinbarte Verwaltungsgemeinschaft der Stadt Meßstetten mit den Gemeinden Nusplingen und Obernheim 6. Gemeindeverwaltungsverband „Oberes Schlichemtal“ mit Sitz in Schömberg; Mitgliedsgemeinden: Stadt Schömberg sowie Gemeinden Dautmergen, Dormettingen, Dotternhausen, Hausen am Tann, Ratshausen, Weilen unter den Rinnen und Zimmern unter der Burg 7. Vereinbarte Verwaltungsgemeinschaft der Gemeinde Winterlingen mit der Gemeinde Straßberg |  | Gemeinden 1. Bisingen (9506) 2. Bitz (3812) 3. Dautmergen (459) 4. Dormettingen (1076) 5. Dotternhausen (1840) 6. Grosselfingen (2198) 7. Hausen am Tann (491) 8. Jungingen (1419) 9. Nusplingen (1910) 10. Obernheim (1458) 11. Rangendingen (5343) 12. Ratshausen (793) 13. Straßberg (2474) 14. Weilen unter den Rinnen (584) 15. Winterlingen (6339) 16. Zimmern unter der Burg (436) |  |

## Kfz-Kennzeichen
Am 1. Januar 1973 wurde dem Landkreis das seit dem 1. Juli 1956 für den Landkreis Balingen gültige Unterscheidungszeichen BL zugewiesen. Es wird durchgängig bis heute ausgegeben.
Bis in die 1990er Jahre erhielten Fahrzeuge aus den Teilkreisen besondere Erkennungsnummern, in allen Fällen wurden die Zahlen von 1 bis 999 vergeben:
- Im Teilkreis Balingen die Buchstabengruppen von AA bis AZ, EA bis EZ, KA bis KY und von MA bis MZ.
- Im Teilkreis Albstadt die Buchstabengruppen von CA bis DZ und von LA bis LZ.
- Im Teilkreis Hechingen die Buchstabengruppen von HA bis HZ und von JA bis JZ.

Seit dem 25. Februar 2013 ist in Zusammenhang mit der Kennzeichenliberalisierung auch das Unterscheidungszeichen HCH (Hechingen) erhältlich.